# Высоцкий, Роман
Роман Высоцкий (пол. Roman Wysocki) — польский историк, хабилитированный доктор гуманитарных наук по дисциплине история, специальность: новейшая история, доцент Института современной истории в Университете Марии Кюри-Склодовской в Люблине.
Стажёр во Львовском университете Иван Франко (Львов, июнь 1997 г.), стипендиат Фонда им. Стефана Батория (Прага, октябрь-ноябрь 1998 г.), стипендиат Гарвардского университета (январь-апрель 2003 г.), стипендиат Фонда Ланцкоронского из Бжези (Львов, март 2006 г.). Он получил докторскую степень в 1999 году на основе диссертации «Организации украинских националистов в Польше в 1929-1939 годах», написанной под научным руководством профессора Тадеуша Радзика. Работа была опубликована издательством Университета Марии Кюри-Склодовской в 2003 году, в 2004 году номинирована на академическую премию Ежи Гедройца.
Он получил степень хабилитации 18 февраля 2015 года на основании своей работы: «В кругу интегрального национализма. Активный национализм Дмитрия Донцова на фоне идей современного Романа Дмовского. Сравнительное исследование.» Рецензентами диссертации на соискание учёной степени профессор Эугениуш Коко (пол. Eugeniusz Koko), профессор Ян Кесик (пол. Jan Kęsik (historyk)) и доктор наук Томаш Стрыек.

## Мнения
Люцина Кулинская в работе 2009 года «Террористическая и диверсионная деятельность украинских националистических организаций в Польше в 1922–1939 годах» описала книгу Высоцкого как ненадёжное и оправдывающее преступления украинских националистов, а самого Высоцкого — как апологета преступного движения. Виктор Полищук также обвинил автора этой работы в отбеливании ОУН, и в сочувствии к самой идеологии этого национализма. Чеслав Партач описал книгу Высоцкого «Организация украинских националистов в Польше в 1929–1939 годах» как публикацию, содержащую выборочную историю, написанную на основе исследований украинского националиста и историка Петра Мирчука, автора мистификаций — дневников Стеллы Кренцбах.